# Olga Friedemann

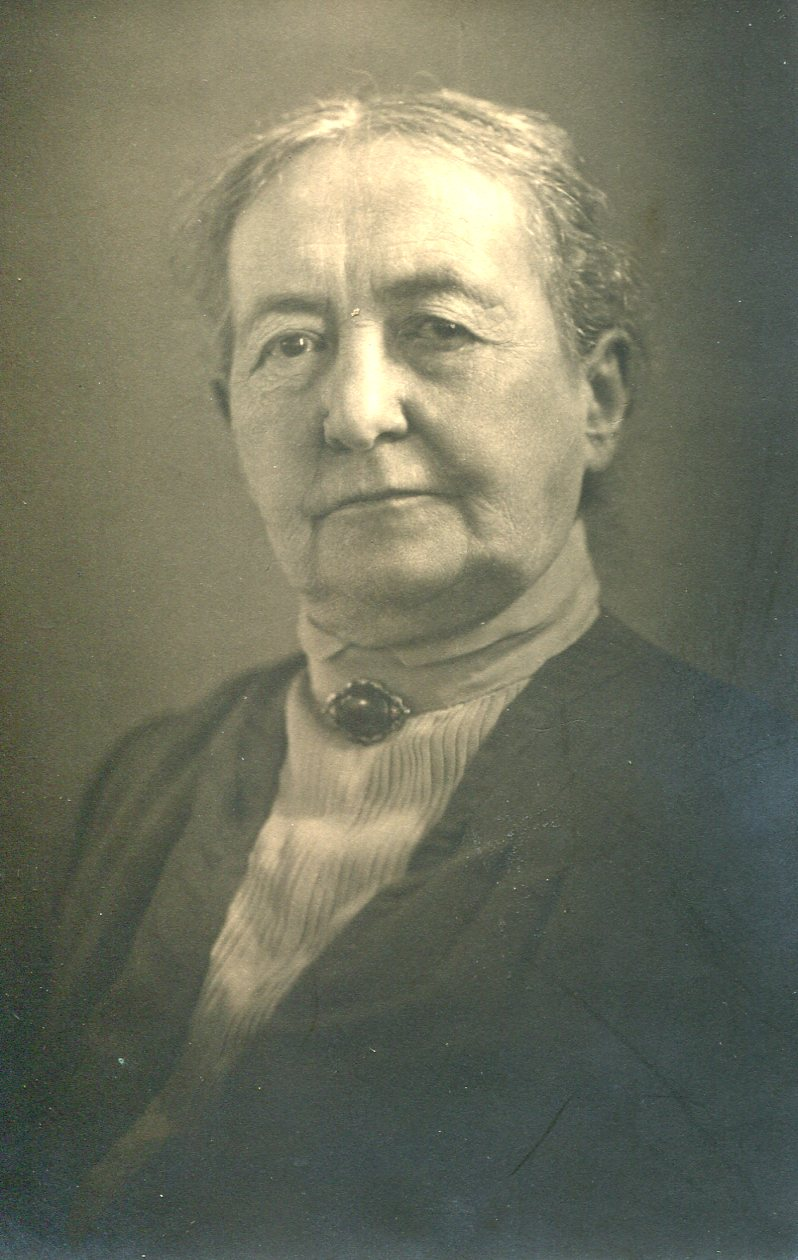
Olga Friedemann, Königsberg, 1930

Olga Friedemann (* 16. Juli 1857 in Plaschken, Kreis Tilsit, Preußisch Litauen; † 23. August 1935 in Königsberg i. Pr.) war eine deutsche Frauenrechtlerin und Hauswirtschaftsleiterin. Ihr zu verdanken ist die Einführung der Berufsbezeichnung „Meisterin der Hauswirtschaft“ 1926 in Königsberg.

## Leben
Olga Friedemann wurde in einem ostpreußischen Pfarrhaus in Plaschken bei Tilsit geboren als älteste Tochter des Superintendenten Moritz Friedemann (?–1903) und dessen Frau Anna geb. Riepa. Am 14. August 1857 wurde sie von Pfarrer Strohmann getauft. Ihre Taufpaten waren Amalie Riepa aus Kaukehmen, Emilie Klokow aus Karszewiszken und August Steppuhn aus Pilwarren. Eine Schwester Anna war Bibliothekarin an der Göttinger Universitätsbibliothek. Der Bruder Bernhard Friedemann (1869–1929) führte die Linie fort. Eine Enkelin Susanne, verheiratete Schnoor, lebte in Aurich.
Nach der Schule besuchte Friedemann ein Seminar in Tilsit und legte mit 18 Jahren eine Lehrerinnenprüfung in Königsberg ab. 1883 nahm sie eine Stelle als Erzieherin im Erzgebirge an. Kurz danach starb unerwartet ihre Mutter, woraufhin sie sofort nach Hause zurückkehrte, um den Vater, die beiden jüngeren Schwestern und den Bruder Bernhard zu betreuen. Nach dem Tod ihres Vaters zog sie nach Königsberg. Sie interessierte sich vorzugsweise um die ostpreußische Heimarbeiterbewegung um Pauline Bohn mit ihrem wohlorganisierten Königsberger Verein Frauenwohl, Margarete Behm und Helene Neumann mit dem von ihr gegründeten Gewerkverein für Heimarbeiterinnen.
„Die soziale Arbeit, insbesondere die gewerkschaftlichen Zusammenhänge interessierten mich bald lebhaft. Ich fand hier Gelegenheit, die ganze Gewerkschaftsbewegung praktisch zu studieren, die Zusammenhänge zwischen den einzelnen Berufsverbänden, Arbeitnehmer- und Arbeitgeberorganisationen kennen zu lernen, mit fast allen Arbeiterführern in persönlicher Verbindung zu treten und die Psyche der Arbeitgeberschaft aus eigener Erfahrung zu ergründen“.
„Die Heimarbeiterbewegung zog Olga Friedemann in ihren Bann.“ Friedemann ließ sich in Krankenkassengremien wählen, um Einfluss nehmen zu können. Als 50-Jährige gelang es ihr, in den Vorstand der „Allgemeinen Ortskrankenkassen“ gewählt zu werden und hier die „sozialdemokratische Mehrheit zu brechen“. Im Gegensatz zu Berlin setzte sich in Königsberg die Frauenbewegung aus dem „gehobenen Bürgertum“ durch, und dazu zählten mit Pauline Bohn und Elisabet Boehm auch Helene Neumann. Kaum war der Königsberger Hausfrauenbund (KHB) 1914 gegründet, brach der Erste Weltkrieg aus. Hier engagierte Friedemann sich mit höchstem Einsatz in einem Lazarett und über den Königsberger Hausfrauenbund, dem sie vorstand. In der Nachkriegszeit stand das Privatleben ganz im Schatten des beruflichen Engagements.

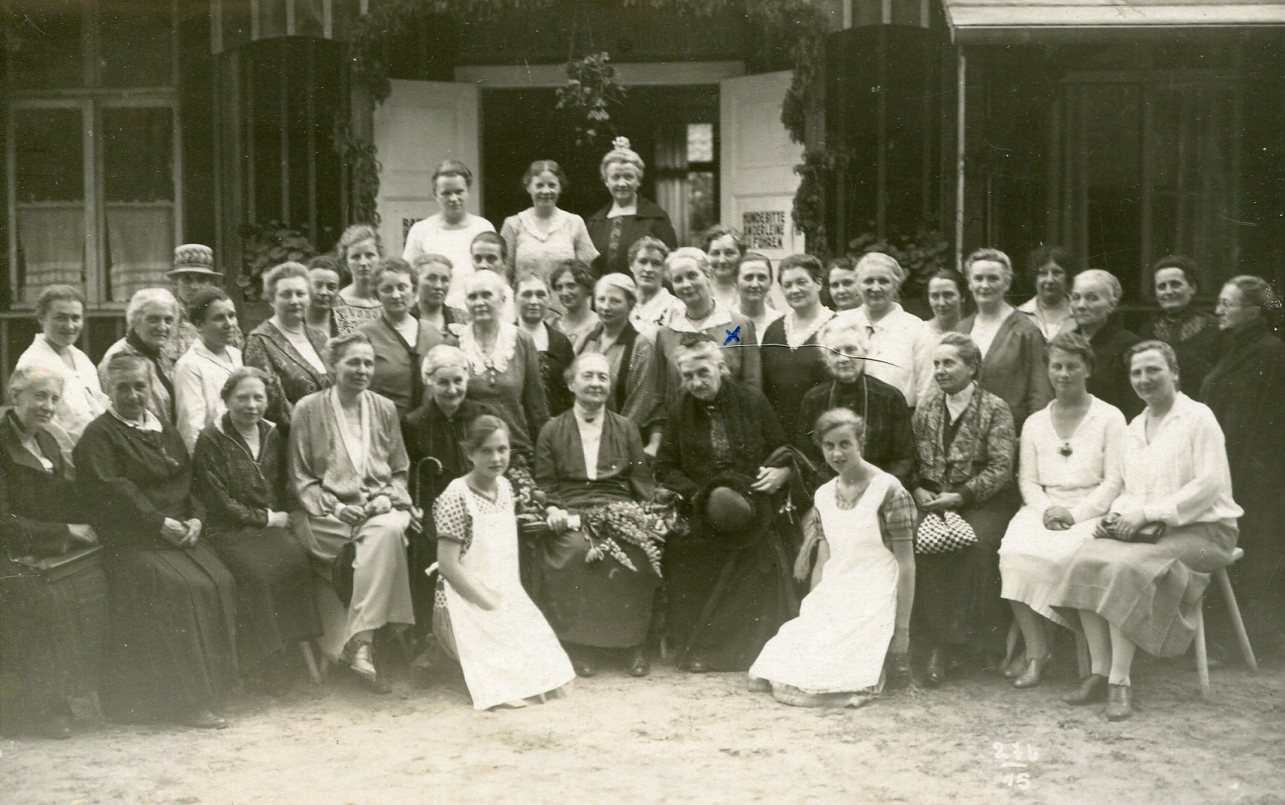
70. Geburtstagsfeier Olga Friedemanns mit den Leiterinnen der Vereinigung ostpreußischer Hausfrauenbünde und dem Königsberger Hausfrauenbund

Privat ist erst wieder vom 70. Geburtstag 1927 zu berichten: Hier trafen sich im Haus von Helene Neumann in Rauschen, heute Swetlogorsk im Oblast Kaliningrad, die führenden Frauenrechtlerinnen aus Ostpreußen, die den regionalen Vereinigungen Ostdeutscher Hausfrauenverbünde unter dem Königsberger Hausfrauenbund vorstanden. Prominentester Gast war das Ehrenmitglied vom Reichsverband deutscher Hausfrauenvereine, die aus Berlin angereiste Hedwig Heyl.
Auf dem Bild dürften vertreten sein: Margarete Grundmann, Jenny (?) Lormann, Marie Habedank, Bertha Schiller, Elisabeth Sturmat, Agnes Haraun, Käthe Funk, Alma Rebehn, Amande Greter, Gertud Stark, Adele Schmidt, Erika von Gortzen, Helene Diehl, Frieda Stemplat, Elisabeth Störmer und Frau Wagner.
Aus Anlass des erwähnten 75. Geburtstages am 16. Juli 1932 wurde Olga Friedemann von der Graphikerin Elisabeth Wolff-Zimmermann, Schülerin und Ehefrau von Heinrich Wolff in zwei Sitzungen porträtiert. Wolff-Zimmermann nahm in einem Aufsatz „Vom richtigen Altern“ im August 1932 zum Gemälde Stellung. Friedemann führte eine große Korrespondenz mit prominenten Frauenrechtlerinnen, Wissenschaftlern und Künstlern, darunter auch Helene Lange und Selma Lagerlöf.

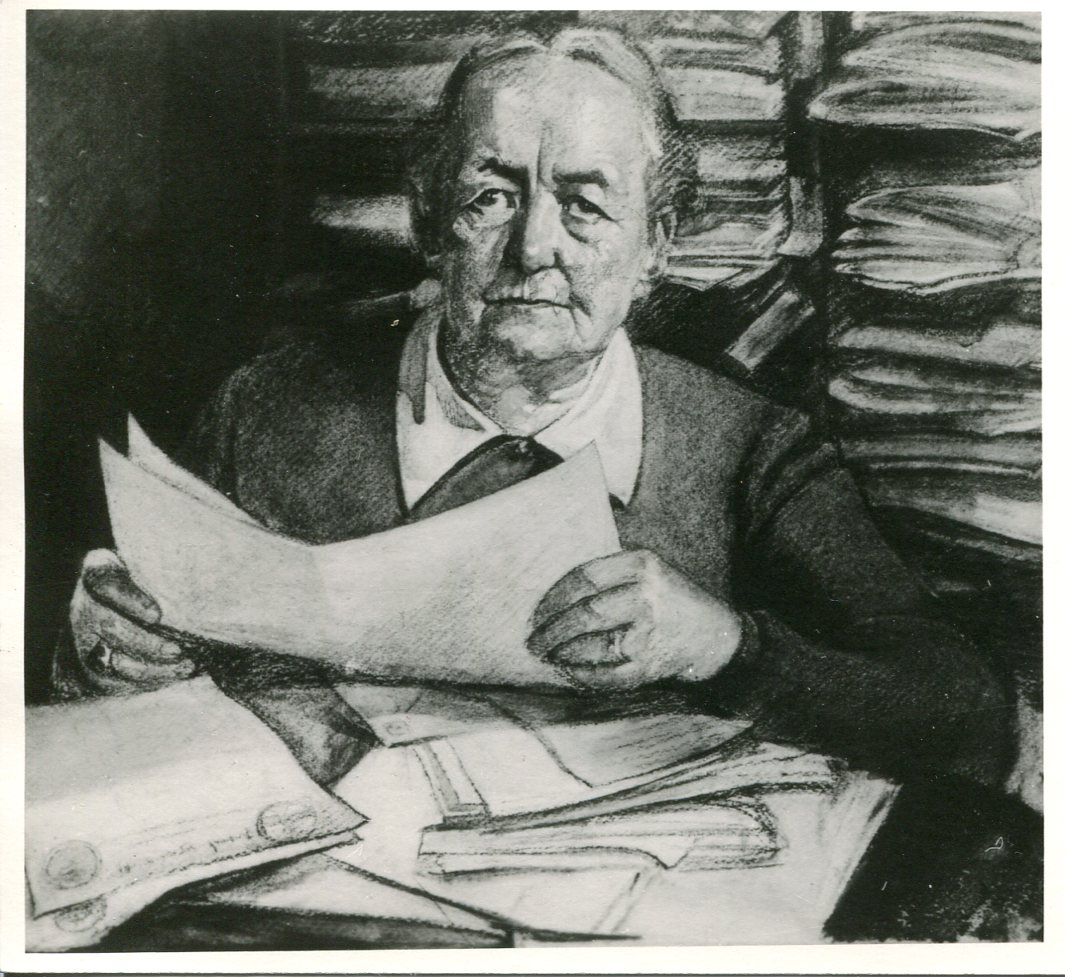
Olga Friedemann – Gemälde von Elisabeth Wolff-Zimmermann, Königsberg, zum 75. Geburtstag der Frauenrechtlerin

Für die Zeit nach dem Ersten Weltkrieg schreibt Friedemann in Bezug auf ihr Privatleben:
„Die unglückliche Zeit brachte aber auch große Bereicherung. Helene Neumann, aus einem alten Gelehrtengeschlecht stammend, Enkelin des berühmten Physikers Franz Neumann, legte ihre Häuslichkeit mit der meinen zusammen, und es wurde mir eine Schicksalsgenossin, Mitarbeiterin und Wahltochter, in der ich die Zukunft meiner Arbeit gesichert sehe“.
Ab 1934 pflegte Helene Neumann die erkrankte Olga Friedemann in Königsberg, dann in ihrem Haus in Rauschen, bis sie am 23. August 1935 in einem Königsberger Krankenhaus starb. Ihre Urne wurde im Familiengrab in Kraupischken beigesetzt. Eine Ausgabe der Ostdeutschen Hausfrauenzeitschrift ist speziell Olga Friedemann gewidmet.

### Beruflicher Werdegang

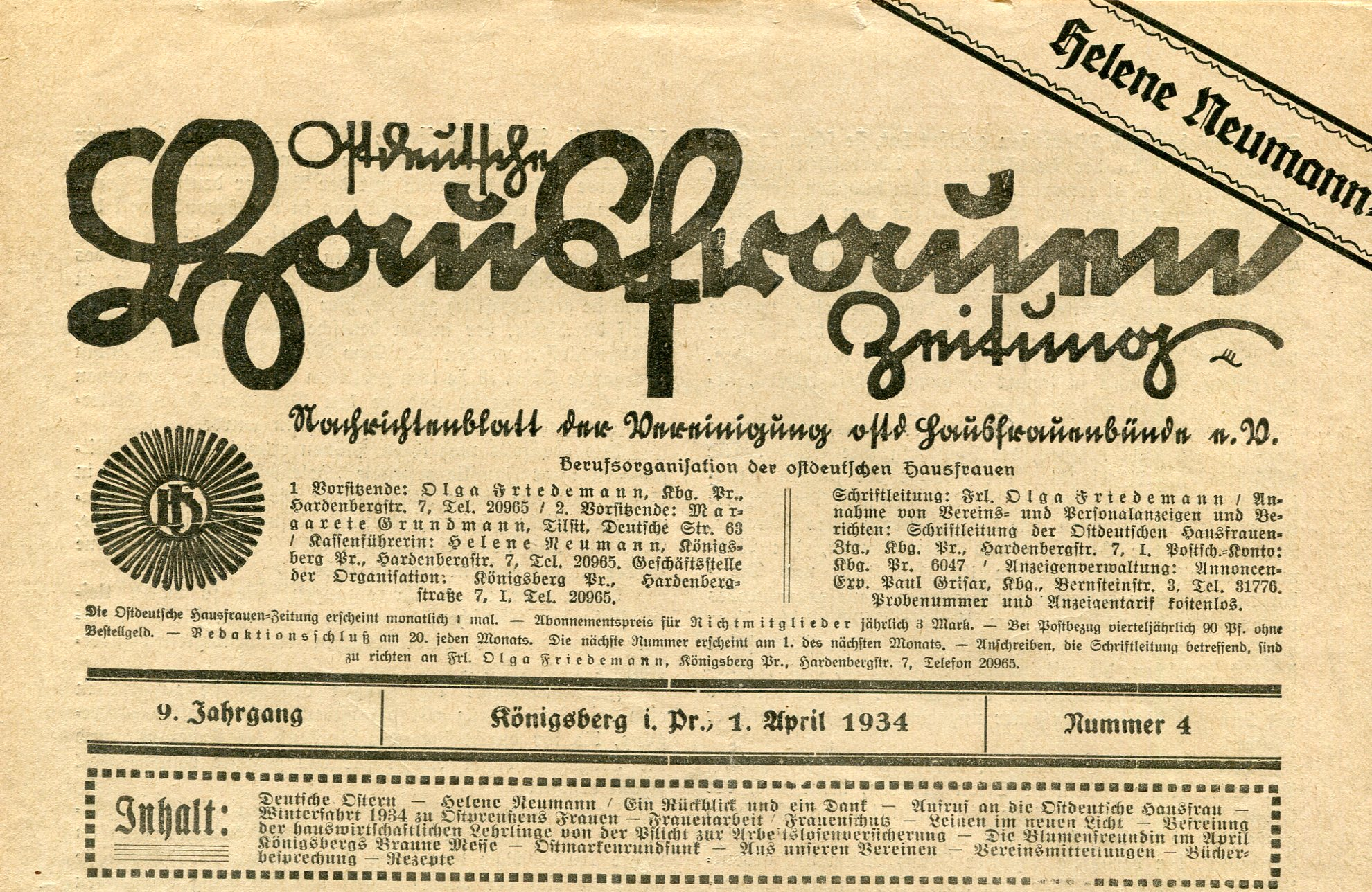
Zeitung des Königsberger Hausfrauenbundes bzw. der Vereinigung ostdeutscher Hausfrauenbünde 1934 mit Impressum und Logo KHB

Bereits 1903, nach dem Tode ihres Vaters, forderte Friedemann in einem Vortrag, dass Hausfrauen und Hausangestellte einem einzigen Berufsstand angehören müssten. Beeinflusst und fasziniert war sie von dem Lebenswerk dreier Frauen: Pauline Bohn hatte den Königsberger Verein Frauenwohl gegründet und zu höchstem Ansehen gebracht. Elisabet Boehm und Helene Neumann letztere mit ihrem Gewerkverein für Heimarbeiterinnen, hatten sich ebenfalls intensiv für die Nöte und die Rechte der Hausfrauen und Heimarbeiterinnen eingesetzt. Dieses Werk zu vollenden und die Frauenarbeit staatlich anerkannt zu bekommen, war ihr Lebensziel.
Konsequenz dieser Entwicklung war die Gründung des Königsberger Hausfrauenbundes (KHB) am 8. März 1914. Der Erste Weltkrieg unterbrach zunächst weitere berufsfördernde Initiativen. Bis 1919 leitete sie ein „Festungshilfslazarett I“ mit 800 Betten. In diesen Kriegsjahren beschränkte sich der Hausfrauenbund auf Hausfrauenarbeit, wie die Einrichtung einer Marmeladenküche, Abhalten von Vorträgen über eine kriegsgemäße Küche, Lebensmittelvorsorge und „Mittelstandsküche“. Weiterhin richtete sie 1916 eine „Stellenvermittlung“ und noch im Krieg eine „Sterbekasse“ ein. Die Sterbekasse des Königsberger Hausfrauenbundes wurde ab dem 1. August 1935 überführt in die Friedrich-Wilhelm-Lebensversicherung A.G.
Nach dem Krieg 1918 fehlte es, nach Ansicht von Olga Friedemann, vollends an Ausbildungsmöglichkeiten für junge Mädchen und Frauen, zumal in den 20er Jahren die Hausarbeit nur als sehr gering eingeschätzt wurde. Eine ihrer ersten Maßnahmen in der Nachkriegszeit war, den KHB auszuweiten auf ganz Ostpreußen. Sie integrierte den KHB und 18 weitere Frauenwohl-Vereine bis 1920 in die „Vereinigung Ostdeutscher Hausfrauenbünde (VOH)“. Bereits 1919 trat sie mit den in den VOH eingetretenen Vereinen in den Reichsverband deutscher Hausfrauenvereine (RDH), in dessen Vorstand sie sich über 14 Jahre als 3. Vorsitzende einbrachte.
Friedemann und Helene Neumann gaben die „Ostdeutsche Hausfrauenzeitung“, ein Organ des KHB bzw. der dort integrierten kleineren ostdeutschen Hausfrauenbünde (Vereinigung ostdeutscher Hausfrauenbünde, VOB), heraus. Die „Ostdeutsche Hausfrauenzeitung“ bestand vom Jahrgang 1 (1926) bis Jahrgang 10 (1935). Die Zeitung wurde mit dem Logo vom Königsberger Hausfrauenbund (KHB) ab 1924 vom Reichsverband deutscher Hausfrauenvereine als ihr Verbandsorgan übernommen.
Helene Neumann und Olga Friedemann erlangten großen Einfluss im RDH. Sie integrierten nicht nur in den RDH das im Königsberger Hausfrauenbund errungene „Berufsausbildungsgesetz“, sondern auch das „Arbeitsnachweisgesetz“ und das „Lebensmittelgesetz“. Gegen große Widerstände gelang es Friedemann, auch die Lehrlingsausbildung staatlich anerkannt zu bekommen, bis es 1922 zur ersten Lehrlingsprüfung nach zweijähriger Lehre kam. 1926 nahm Friedemann die erste Prüfung von Schülerinnen zur „Meisterin der Hauswirtschaft“ in Deutschland im Königsberger Hausfrauenbund und im Auftrage des RDH ab.

### Beruflicher Abschluss zur Gleichschaltung 1933
Die Machtübernahme 1933 durch die Nationalsozialisten brachte eine „Gleichschaltung“ aller Vereinigungen ostpreußischer Hausfrauenvereine, allen voran des Königsberger Hausfrauenbundes. Im Februar 1934 wurde eine neue Satzung für alle Vereine beschlossen und damit die Aufnahmebedingungen reglementiert. Krankheitsbedingt legte Olga Friedemann im Oktober des gleichen Jahres den Vorsitz im KHB und im VOH ab. Ihre Nachfolgerin wurde nicht, wie allgemein angenommen, Helene Neumann, sondern das Parteimitglied Dora Schlochow, die zugleich ostdeutsche Gauabteilungsleiterin für Volkswirtschaft war. Schlochow führte alle ostpreußischen Hausfrauenvereine in das nationalsozialistische „Deutsches Frauenwerk“ über (ausführlich siehe Königsberger Hausfrauenbund).

## Ehrungen

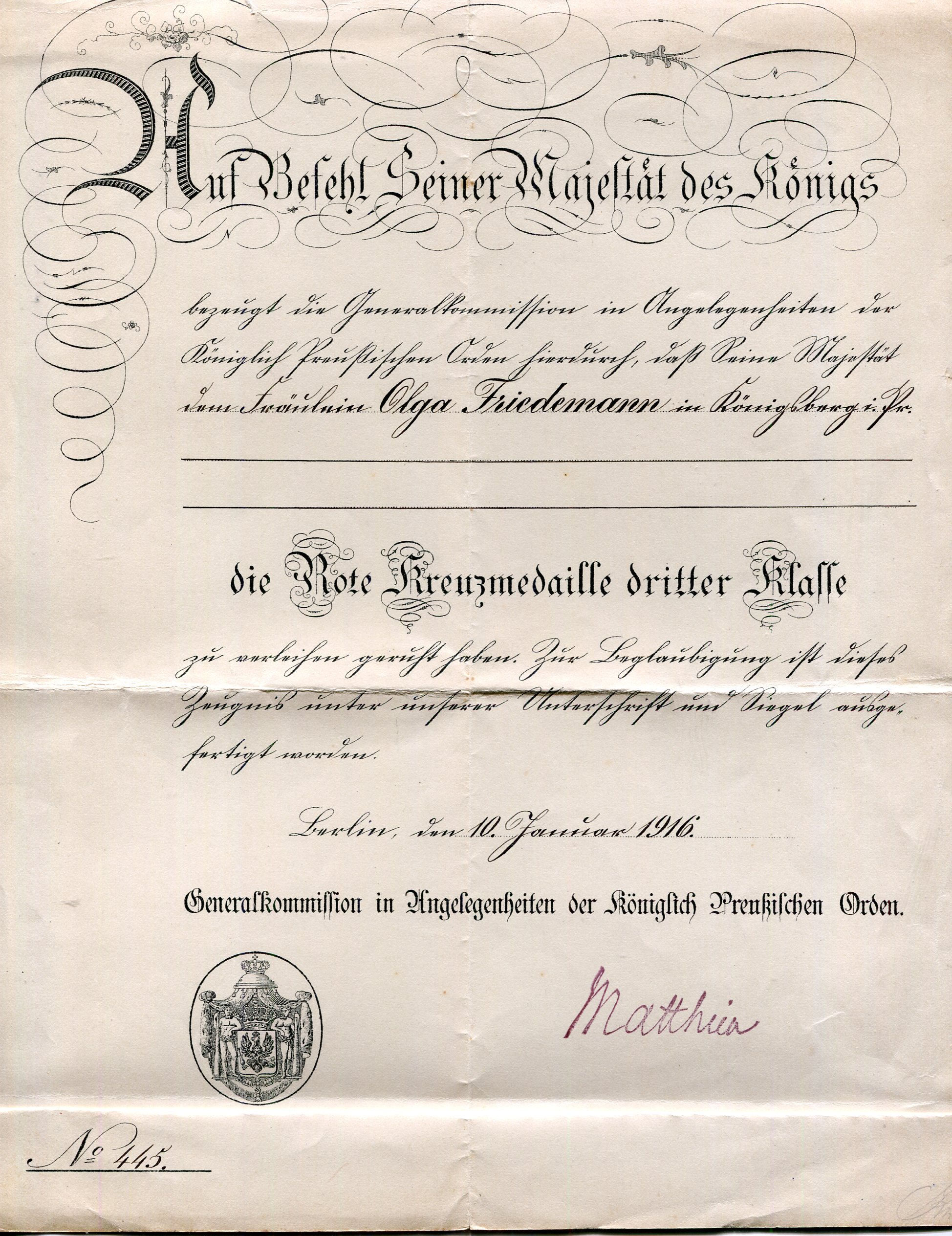
Die Rote Kreuzmedaille 3. Klasse wurde Friedemann 1916 verliehen wegen ihrer Verdienste um den Königsberger Hausfrauenbund.

Für ihre Verdienste im Ersten Weltkrieg um die Versorgung der Zivilbevölkerung und wegen ihrer Tätigkeit im Lazarett erhielt Olga Friedemann am 10. Januar 1916 die Rote Kreuz-Medaille 3. Klasse.

## Veröffentlichungen
- Die Vereinigung Ostdeutscher Hausfrauenbünde. Ostpreußische Zeitung, Gedenkausgabe 80 Jahre Ostpreußische Zeitung 1849–1929, 31. Dezember 1928, S. 99–100.
- Die Meisterin der Hauswirtschaft. Ostdeutsche Hausfrauenzeitung Jg. 5, Nr. 11 (1930), S. 1.
- Aus meinem Leben. Ostdeutsche Hausfrauenzeitung, Jg. 10, Nr. 9 (1935), S. 2–3.
- Helene Neumann 60 Jahre – Ein Rückblick und Dank. Hausfrauenzeitung 9. Jg. Nr. 4 (1934), S. 1.
- Wege in den hauswirtschaftlichen Beruf. Entstehung, Entwicklung und Durchführung der hauswirtschaftlichen Berufsausbildung in Deutschland mit den derzeit gültigen Vereinbarungen und Bestimmungen. Königsberg 1934.